# Pergolid
Pergolid (Permaks) je agonist dopaminskog receptora koji je baziran na ergolinu. On se koristi u nekim zemljama za lečenje Parkinsonove bolesti. Parkinsonova bolest je vezana za niske nivoe neurotransmitera dopamina u mozgu. Pergolid u izvesnoj meri deluje poput dopamina u telu.
Pergolid je 2007. povučen sa tržišta u SAD-u kao lek za ljudsku upotrebu. Do toga je došlo nakon objavljivanja nekoliko studija koje su ukazale na vezu između leka i povišenih nivoa valvularne disfunkcije.
Pergolid je odobren za veterinarsku upotrebu na konjima za tretman Kušingovog sindroma.

## Spoljašnje veze
|  | Molimo Vas, obratite pažnju na važno upozorenje u vezi sa temama iz oblasti medicine (zdravlja). |